# Hendrik Meurkens

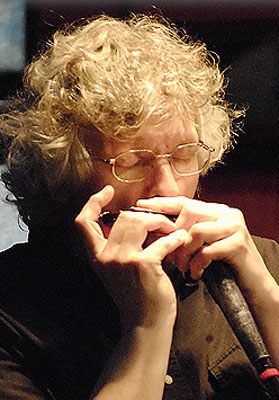
Hendrik Meurkens

Hendrik Thomas Meurkens (* 6. August 1957 in Hamburg) ist ein deutscher Mundharmonika- und Vibraphon-Spieler des Modern Jazz mit niederländischer Staatsbürgerschaft.

## Leben und Wirken
Meurkens begann mit 16 Jahren Vibraphon zu spielen und hatte 1976 und 1977 Unterricht bei Wolfgang Schlüter. Unter dem Eindruck von Toots Thielemans befasste er sich daneben autodidaktisch mit der chromatischen Mundharmonika. Zwischen 1977 und 1988 studierte er am Berklee College of Music. Anschließend lebte er einige Zeit in Brasilien. Zurück in Hamburg war er zunächst bei Torsten Zwingenberger als Vibraphonist tätig, arbeitete als Gastsolist des „Danish Radio Orchestra“, aber auch mit Buddy Tate und Sweets Edison sowie als Leiter eigener Bands. Mit brasilianischen Musikern spielte er seine Platte „Samba Importado“ (1989) ein, mit Claudio Roditi und Paquito D’Rivera „Sambahia“ (1991). 1992 zog er nach New York, von wo er international – etwa mit dem Trio von Ray Brown – auf Tournee ging. Meurkens arbeitete mit Toots Thielemans, Dick Oatts, Harvie Swartz, Herb Ellis, Charlie Byrd, James Moody, Herbie Mann, Monty Alexander oder Mundell Lowe und gründete neben seinem Quartett auch die „New York Samba All Stars“. Er wirkte auch als Filmkomponist (u. a. „Dolores Claiborne“).
Meurkens gilt im Jazz als wichtigster Mundharmonika-Spieler seit Toots Thielemans und wurde im Jahr 2000 vom „International Harmonica Summit“ in Minneapolis und 2001 vom „World Harmonica Festival“ in Trossingen als Solist engagiert.

## Diskographische Hinweise
- Samba Importado (L+R Records, 1990), mit David Friedman
- Herb Ellis Trio with Hendrik Meurkens  – Burnin’ (Acoustic Music, 1998)
- Mundell Lowe & Hendrik Meurkens – When Lights Are Low  (Acoustic Music, 1999)
- Charlie Byrd  – Homage to Jobim (Concord, 2005)
- Samba to Go (Zoho, 2009)
- Hendrik Meurkens / Gabriel Espinosa: Celebrando (Zoho, 2012)
- The Jazz Meurkengers (2024)

## Lexigraphische Artikel
- Martin Kunzler: Jazz-Lexikon. Band 2: M–Z (= rororo-Sachbuch. Bd. 16513). 2. Auflage. Rowohlt, Reinbek bei Hamburg 2004, ISBN 3-499-16513-9.